# Munychia
Munychia (altgriechisch Μουνιχία Mounichía; alternative Schreibweisen Munichia oder Mounychia) ist der antike Name des 86,5 m hohen Hügels auf der Piräus-Halbinsel in Griechenland. Die moderne Bezeichnung für diese Erhebung ist Kastella.

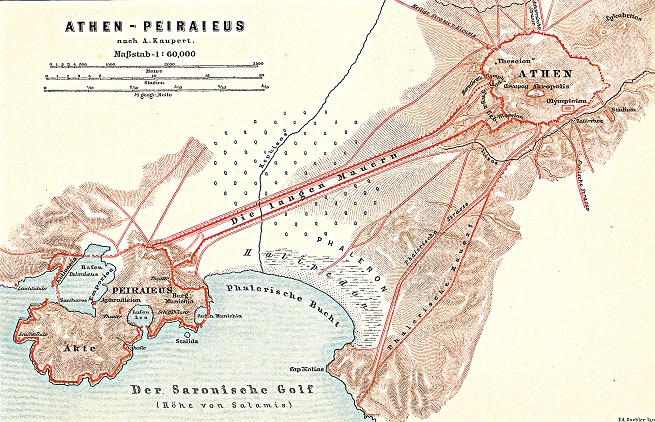
Athen und Piräus in der Antike.

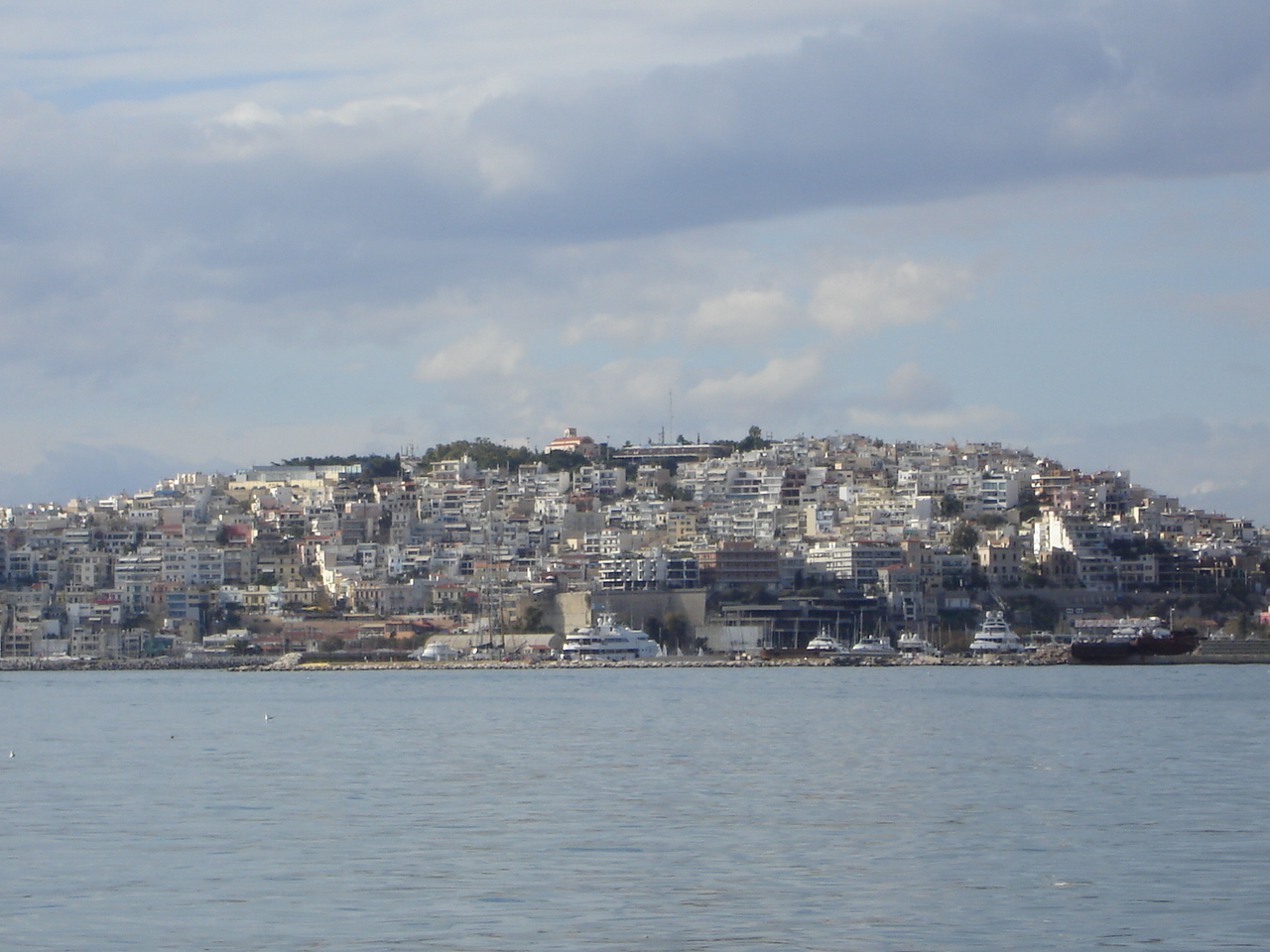
Der Kastella-Hügel in Piräus, der antike Munychia.

Der Munychia erhebt sich direkt am Eingang der Piräus-Halbinsel und fällt nach Nordwesten zur Piräus-Bucht, nach Südwesten zur Zea-Bucht und nach Südosten zur Bucht von Phaleron ab. Auf dem Hügel befand sich ein Heiligtum der Bendis und ab dem 5. Jahrhundert v. Chr. wurde hier alljährlich zum 16. Munichion (April/Mai) ein Fest zur Ehren der Artemis im Gedenken an den Sieg bei Salamis veranstaltet, das zu den bedeutendsten kultischen Festen Athens zählte. Am Westhang des Hügels befand sich auch ein Theater, das Dionysos geweiht war.
Der Tyrann Hippias veranlasste im Jahr 511/0 v. Chr. den Ausbau des Munychia zu einer Wehranlage, die eine ständige Garnison beherbergte, welche die an der Halbinsel anliegenden Häfen Kantharos (der große Piräus-Hafen), Zea und Munychia (heute Mikrolimano) bewachte. Für Athen besaß dieser Hügel seither eine hohe strategische Bedeutung, garantierte die Kontrolle über ihn doch zugleich auch die Kontrolle über die Piräus-Häfen, auf denen sich die Seemachtstellung der Stadt begründete. Mit den Langen Mauern fügte er sich in das Verteidigungskonzept Athens zur Beherrschung und Verteidigung seines wichtigsten Hafens ein. Am Fuß des Hügels trug im Jahr 404 v. Chr. die demokratische Opposition Athens den entscheidenden Sieg über die dreißig Tyrannen davon.
Eine Fremdbesetzung des Munychia kam einer Einschränkung der politischen Souveränität Athens gleich, da man von ihm aus die Versorgung der Stadt unterbinden konnte. Nach der Niederlage im Lamischen Krieg 322 v. Chr. musste Athen den Munychia an eine makedonische Besatzungstruppe (Kommandanten: Menyllos, Nikanor, Dionysios) übergeben, die erst nach einer Belagerung durch Demetrios Poliorketes 307 v. Chr. wieder vertrieben werden konnte. Während der Tyrannis des Lachares (300–294 v. Chr.) hatte die demokratische Opposition auf dem Munychia ihre Basis. Nachdem Demetrios Poliorketes 294 v. Chr. ein zweites Mal in Athen eingezogen war, übergab ihm die Volksversammlung bereitwillig die Kontrolle über den Hügel. Ebenso wie die Langen Mauern wurde wahrscheinlich auch die Festung auf dem Munychia nach der Belagerung des Piräus 86 v. Chr. durch Sulla geschleift.
Belegt ist jedoch auch eine Besiedlung seit vorgriechischer Zeit. Dies zeigt sich vor allem in den Grotten der Aretousa und von Serangeion, die gemeinhin mit der Kultur der Minyer in Verbindung gebracht werden.